# Ellern (Hunsrück)

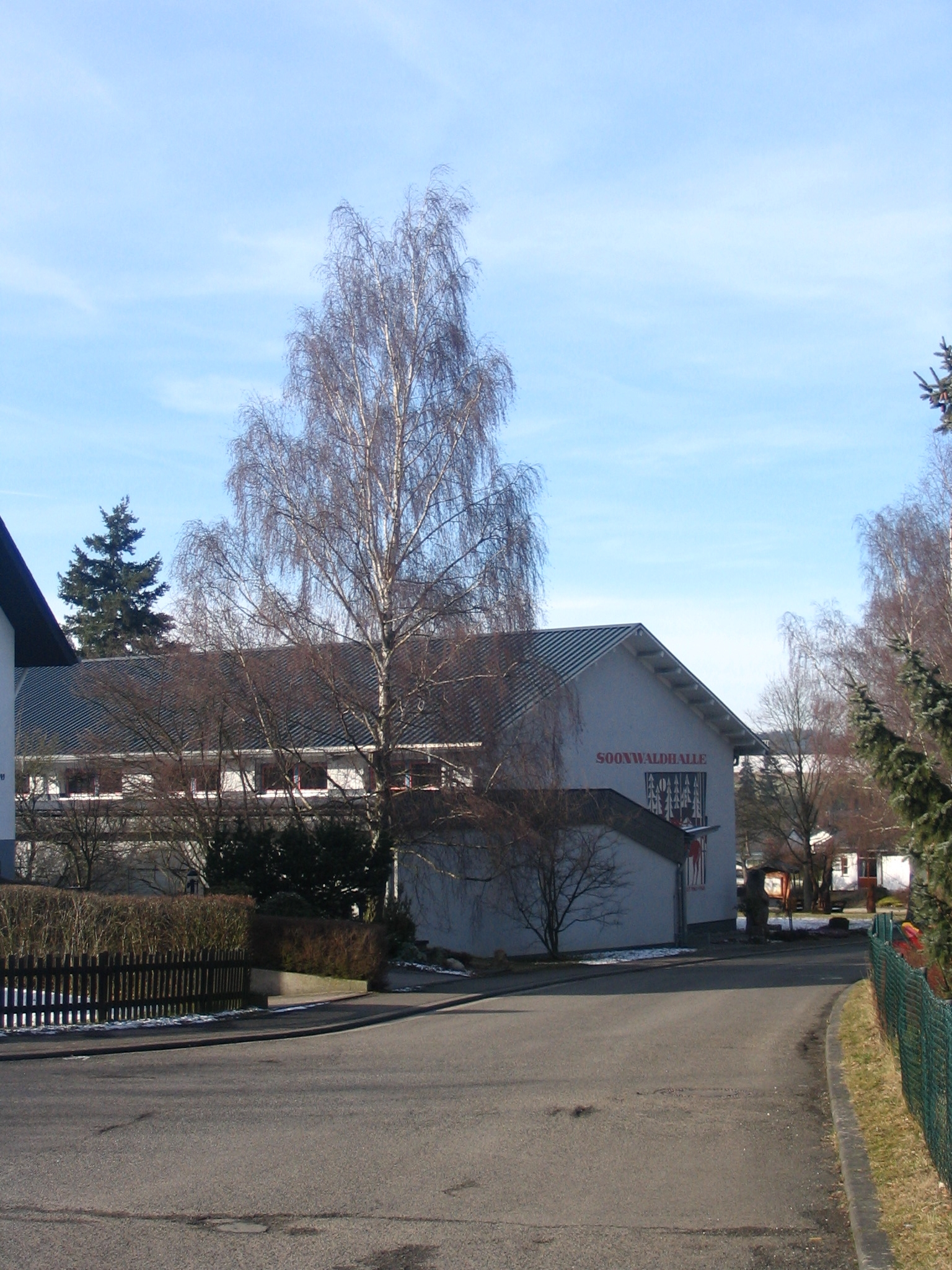
Soonwaldhalle

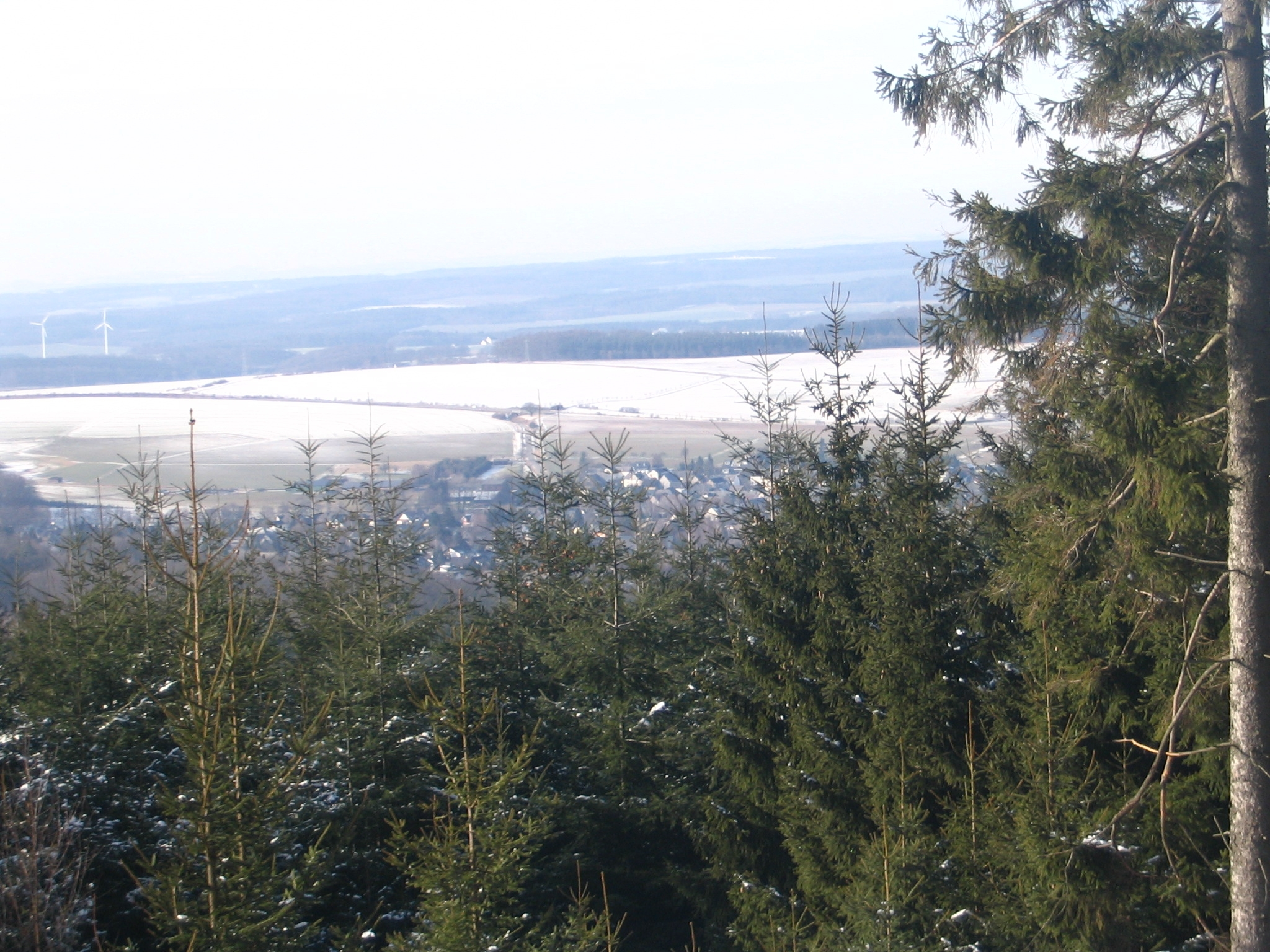
Das Dorf vom Soonwald aus gesehen

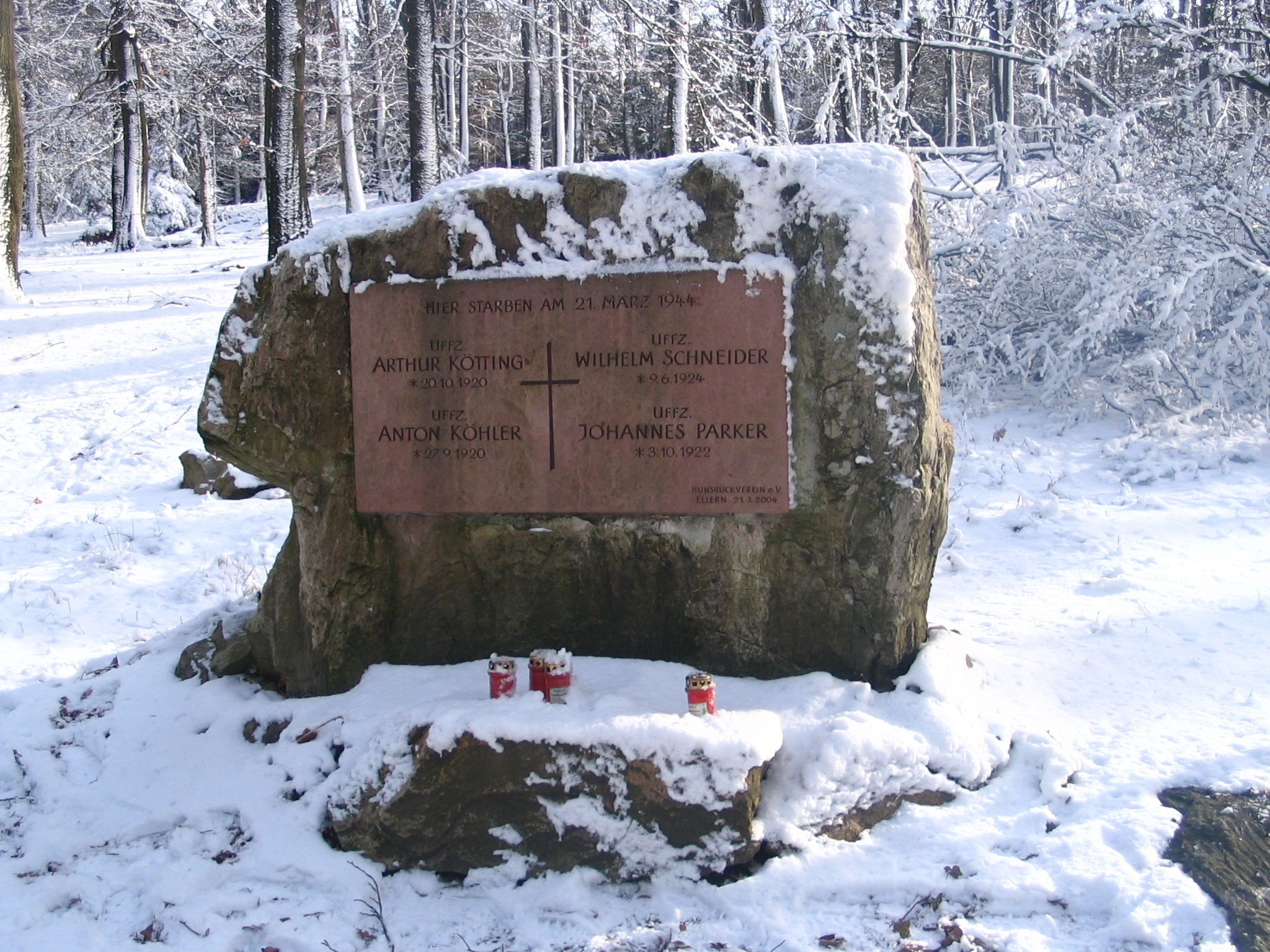
Gedenkstein im Soonwald bei Ellern

Ellern (Hunsrück) ist eine Ortsgemeinde am Fuße des Soonwaldes inmitten der Mittelgebirgslandschaft des Hunsrücks im Rhein-Hunsrück-Kreis, Rheinland-Pfalz. Sie gehört der Verbandsgemeinde Simmern-Rheinböllen an.

## Geographie
Verkehrstechnisch liegt Ellern günstig in der Nähe der A 61 und etwa zehn Kilometer von der Kreisstadt Simmern entfernt. Zum Flughafen Frankfurt-Hahn besteht eine gute Autoverbindung über die B 50. Schnell erreicht ist das Mittelrheintal mit Bacharach, der Loreley, Oberwesel und Boppard.
Die Gemarkungsfläche beträgt rund zehn Quadratkilometer. Direkt an die Ellerner Gemarkung angrenzend in Argenthaler Gebiet liegt das Naturschutzgebiet „Kloppwiesen“.
Zur Gemeinde gehört auch der Wohnplatz Lindenhof.

### Klima
Der Jahresniederschlag beträgt 788 mm.

## Geschichte
Die in der Grenzbeschreibung der Kirche in Mörschbach im Jahre 1006 erwähnte „Wüste Elira“ (deserta Elira) befand sich wohl nicht in der heutigen Ortslage. Die erste urkundliche Erwähnung ist von 1347 bekannt. Ortsherren waren die Pfalzgrafen. 
Nach der Reformationszeit wurde Ellern hauptsächlich evangelisch. Mit der Besetzung des Linken Rheinufers 1794 durch französische Revolutionstruppen wurde der Ort französisch und gehörte von 1798 bis 1814 zum Kanton Simmern im Rhein-Mosel-Département. Im Jahre 1798 hielt sich Johannes Bückler, der Schinderhannes, in Ellern auf und beging einen Pferdediebstahl.
1815 wurde die Region und damit die Gemeinde Ellern auf dem Wiener Kongress dem Königreich Preußen zugeordnet.
Während der End-Zeit des Nationalsozialismus wurde im Frühjahr 1944 bis zum Frühjahr 1945 bei Ellern anfangs unter Leitung der Hitlerjugend, ab Mitte 1944 der Gestapo ein Wehrertüchtigungs-Bewährungslager für Jugendliche von 13 bis 17 Jahren betrieben, die unter schlechtesten Bedingungen in der Holzwirtschaft eingesetzt wurden. Die Häftlinge, darunter viele Edelweißpiraten aus Köln und dem Ruhrgebiet und Jugendliche, die sich der Schanzarbeit am Westwall entzogen hatten, blieben zumeist etwa drei Monate, bis die älteren sich freiwillig zum Reichsarbeitsdienst meldeten.
Seit 1946 ist der Ort Teil des Landes Rheinland-Pfalz.

### Bevölkerungsentwicklung
Die Entwicklung der Einwohnerzahl von Ellern (Hunsrück), die Werte von 1871 bis 1987 beruhen auf Volkszählungen:
| Jahr | Einwohner |
| ---- | --------- |
| 1815 | 452       |
| 1835 | 497       |
| 1871 | 453       |
| 1905 | 475       |
| 1939 | 466       |
| 1950 | 578       |
| 1961 | 623       |

| Jahr | Einwohner |
| ---- | --------- |
| 1970 | 604       |
| 1987 | 756       |
| 1997 | 784       |
| 2005 | 874       |
| 2011 | 819       |
| 2017 | 846       |
| 2023 | 908       |

## Politik

### Bürgermeister
Ortsbürgermeister ist Friedhelm Dämgen. Bei der Kommunalwahl am 26. Mai 2019 wurde er mit einem Stimmenanteil von 79,30 % in seinem Amt bestätigt. Er wurde im Juni 2024 wiedergewählt.

### Partnergemeinde
Ellern pflegt eine Partnerschaft mit dem Ort Sünna in Thüringen.

## Wirtschaft
Einen großen Stellenwert nimmt die Holzindustrie wegen des nahen Waldes ein. Der Ursprung der holzverarbeitenden Industrie liegt im Jahr 1888, als Curt Müller von Berneck Land von der Gemeinde erwarb und ein Dampfsägewerk errichtete. Nach wirtschaftlichen Problemen übernahm am 1. Oktober 1913 der Holzaufkäufer Mathias Tenhaeff die Sägegatter und betrieb dieses als Firma Mathias Tenhaeff. Tenhaeff verfolgte stets die Idee, die Baumstämme aus den heimischen Wäldern zu einem Fertigprodukt zu verarbeiten. 1920 startete er daher die Produktion von Kisten mit dem Ziel, Facharbeiter auszubilden, ehe 1926 eine Stuhlfabrik errichtet wurde. In den Jahren 1936 wurde das Produktportfolio um Tische und 1969 um Bänke für die Gastronomie erweitert.
Von 1949 bis zu seinem Eintritt in den Ruhestand 1974 war Rolf Karbach Geschäftsführer und Gesellschafter des Unternehmens Holzindustrie Hunsrück GmbH Mathias Tenhaeff in Ellern.
Zurzeit werden auf der Gemarkung von Ellern fünf, etwa 200 Meter hohe Windenergieanlagen des Windparks Ellern erbaut. Bauherr und vorläufiger Betreiber ist die Firma juwi aus Wörrstadt.

## Verkehr
Der Bahnhof Ellern liegt an der Hunsrückquerbahn.

## Freizeit
Ellern ist Teil des Naturparks Soonwald-Nahe und bietet eine Vielzahl von Wanderwegen und Radfahrstrecken.
Ellern verdankt die Möglichkeit Holz vielfältig zu nutzen dem Wald, daher wurde vor einigen Jahren die Elljer Holzkerb aus der Taufe gehoben. Das gibt der Gemeinde jährlich die Gelegenheit, Holz und daraus hergestellte Güter systematisch darzustellen. Die Soonwaldfee, die anlässlich der Holzkerb gewählt wird, personalisiert und verdeutlicht durch ihren Namen die Nähe zum Wald und seiner Nutzung. Elljer Holzkerb ist jedes Jahr am 4. August-Wochenende.